# Hrubčice
Hrubčice település Csehországban, a Prostějovi járásban. Hrubčice Biskupice, Ivaň, Kralice na Hané, Klopotovice, Čehovice és Čelčice településekkel határos. Lakosainak száma 856 fő (2024. január 1.).

## Népesség
A település lakosságának változását az alábbi diagram mutatja:
| Lakosok száma | 676  | 819  | 1063 | 986  | 950  | 789  | 773  | 793  | 828  | 856  |
|               | 1869 | 1890 | 1921 | 1950 | 1980 | 2001 | 2017 | 2019 | 2022 | 2024 |